# Annick Le Loch
Annick Le Loch, née le 4 novembre 1954 à Pont-l'Abbé (Finistère), est une femme politique française membre du Parti socialiste.
Annick Le Loch est élue députée le 17 juin 2007, pour la XIIIe législature (2007-2012), dans la 7e circonscription du Finistère en battant, au deuxième tour, la députée sortante Hélène Tanguy (UMP) avec 51,01 % des suffrages. Elle est réélue députée le 17 juin 2012, pour la XIVe législature (2012-2017), dans la 7e circonscription du Finistère avec 61,01 % des voix au second tour.

## Biographie
Née à Pont-l'Abbé le 4 novembre 1954 d’un père ouvrier et une mère au foyer, elle y passe toute sa scolarité durant laquelle elle pratique des activités sportives en compétition.  
Ensuite, elle travaille dans un commerce de cycles et de motocycles. Au début des années 1980, elle s’engage dans une association de femmes d’artisans et de commerçants pour la reconnaissance d’un statut de conjoint collaborateur.
Elle adhère au Parti socialiste en 1989, s’engage par la suite sur une liste pour les élections municipales, et devient alors conseillère municipale. En 1995, elle est élue maire de Pont-l'Abbé. N’étant pas réélue en 2001, elle garde pourtant sa fonction de conseillère générale de Pont-l'Abbé et de vice-présidente du conseil général, qu’elle exerce depuis 1998 et qu’elle conserve à la suite de sa réélection en 2004. 
Le 17 juin 2007, Annick Le Loch est élue députée de la Septième circonscription du Finistère pour la XIIIe législature (2007-2012), battant au deuxième tour la députée sortante Hélène Tanguy (UMP) avec 51,01 % des suffrages. Au printemps suivant, elle abandonne la vice-présidence du conseil général tout en demeurant conseillère générale déléguée à la pêche. Afin de respecter le non-cumul des mandats, elle ne se représente pas aux cantonales de 2011. Le 17 juin 2012, elle est réélue députée de la Septième circonscription du Finistère pour la XIVe législature (2012-2017), avec 61,01% des voix au second tour cette fois-ci.
Elle annonce le 26 septembre 2016 qu'elle ne se représente pas à la députation.

## Mandats précédents
- 1995/2001 Maire de Pont l'Abbé

- 19/03/2001 - 31/08/2007 Membre Conseil municipal de Pont-l'Abbé (Finistère)
- 29/03/2004 - 16/03/2008 Vice-présidente du conseil général du Finistère
- 01/04/2001 - 31/08/2007 Membre Communauté de communes du Pays Bigouden Sud
- 23/03/1998 - 27/03/2011 Conseillère général du Canton de Pont-l'Abbé
- 20/06/2007 - 19/06/2012 Députée de la 7e circonscription du Finistère